# Свідерський Федір Феофілактович
Федір Феофілактович Свідерський (26 травня 1949, село Антонівці, тепер Шумського району? Тернопільської області — 12 червня 2011, місто Нововолинськ Волинської області) — український діяч, інженер, начальник технологічного бюро відділу головного технолога Нововолинського заводу спеціального технологічного обладнання виробничого об'єднання «Оснастка» Волинської області. Народний депутат України 1-го скликання.

## Біографія
Народився у селянській родині. У 1966—1968 роках — колгоспник хутору Забора у Тернопільській області.
У 1968—1972 роках — студент Тернопільського філіалу Львівського ордена Леніна політехнічного інституту імені Ленінського комсомолу, інженер-механік.
У 1972—1976 роках — інженер-конструктор, старший інженер-технолог електромеханічного заводу міста Канів Черкаської області.
З 1976 року — інженер-технолог, начальник технологічного бюро відділу головного технолога Нововолинського заводу спеціального технологічного обладнання виробничого об'єднання «Оснастка» Волинської області.
Член Народного руху України. Голова Народного руху України міста Нововолинська Волинської області.
18.03.1990 року обраний народним депутатом України, 2-й тур 59,19 % голосів, 7 претендентів. Входив до Народної ради, фракція Народного руху України. Член Комісії ВР України у питаннях соціальної політики та праці.
З 1995 року — референт-консультант народного депутата України.